# Lesió de Hill-Sachs
Una lesió de Hill Sachs o fractura de Hill Sachs és una depressió cortical (per tant, una fractura) a la part posterolateral del cap humeral. Succeeix a causa de la impactació del cap humeral contra la vora anteroinferior de la cavitat glenoide en produir-se una luxació anterior de l'espatlla.